# Palavas-les-Flots
Palavas-les-Flots è un comune francese di 6 069 abitanti situato nel dipartimento dell'Hérault nella regione dell'Occitania.

## Geografia
Palavas-les-Flots si trova nel sud della Francia, delimitata dal Mar Mediterraneo. La città dista circa 11 km da Montpellier, il capoluogo del dipartimento.

### Clima
Palavas-les-Flots ha un clima mediterraneo. L'inverno è mite è l'estate calda e secca. Il vento nord-ovest tramontana libera il cielo e fornisce un ottimo sole à la città. Il vento sud-ovest porta nubi e pioggia in autunno e in inverno.
| PALAVAS            | Mesi | Mesi | Mesi | Mesi | Mesi | Mesi | Mesi | Mesi | Mesi | Mesi | Mesi | Mesi | Stagioni | Stagioni | Stagioni | Stagioni | Anno |
| PALAVAS            | Gen  | Feb  | Mar  | Apr  | Mag  | Giu  | Lug  | Ago  | Set  | Ott  | Nov  | Dic  | Inv      | Pri      | Est      | Aut      | Anno |
| ------------------ | ---- | ---- | ---- | ---- | ---- | ---- | ---- | ---- | ---- | ---- | ---- | ---- | -------- | -------- | -------- | -------- | ---- |
| T. max. media (°C) | 12,2 | 12,6 | 16,3 | 19,7 | 22,8 | 26,6 | 29,3 | 29,6 | 25,3 | 20,3 | 15,7 | 12,5 | 12,4     | 19,6     | 28,5     | 20,4     | 20,2 |
| T. min. media (°C) | 4,2  | 6,6  | 8,8  | 10,5 | 13,6 | 17,2 | 19,3 | 19,7 | 16,5 | 12,6 | 8,8  | 6,6  | 5,8      | 11,0     | 18,7     | 12,6     | 12,0 |

## Società

### Evoluzione demografica
Abitanti censiti